# Nova dumka
Nova dumka (rusinski i ukrajinski: Нова думка; hrvatski prijevod: Nova misao) je časopis na rusinskom, ukrajinskom i hrvatskom jeziku. Izlazi u Hrvatskoj od 1971., u nakladi Saveza Rusina i Ukrajinaca Republike Hrvatske. Bavi se društvenopolitičkim, gospodarskim i kulturnim temama Rusina i Ukrajinaca u Hrvatskoj. Prije njega, u Hrvatskoj su bila izdavana dva rusinska časopisa pod naslovom Dumka: u Zagrebu od 1936., i u Rajevom Selu u vrijeme Drugog svjetskog rata. Prvi glavni urednik časopisa bio je Vlado Kostelnik. Od 2007. izlazi kao dvomjesečnik.

## Vanjske poveznice
- Союз Русинох и Українцох Републики Горватскей: Нова думка – časopis u PDF formatu